# RuPaul's Drag Race (sedicesima edizione)
La sedicesima edizione di RuPaul's Drag Race è andata in onda sull'emittente televisiva MTV dal 5 gennaio al 19 aprile 2024.
La stagione è stata confermata il 31 ottobre 2022, tramite YouTube e Twitter, dove è stato annunciato l'inizio dei casting, che si sono conclusi il 6 gennaio 2023.
Il 6 dicembre 2023, con una diretta sull'account YouTube dello show, la vincitrice della quindicesima edizione Sasha Colby ha annunciato le quattordici concorrenti, provenienti da diverse parti degli Stati Uniti, che competono per essere incoronate America's Next Drag Superstar.
Nymphia Wind, vincitrice dell'edizione, ha guadagnato come premio 200000 $, una fornitura di cosmetici della Anastasia Beverly Hills Cosmetics e una corona di Fierce Drag Jewels.

## Concorrenti
Le quattordici concorrenti che hanno preso parte al reality show sono:
| Concorrente          | Vero nome                   | Età | Città                     | Posizionamento |
| -------------------- | --------------------------- | --- | ------------------------- | -------------- |
| Nymphia Wind         | Leo Tsao                    | 27  | Brooklyn – New York       | Vincitrice     |
| Sapphira Cristál     | O'Neill Nichol Haynes       | 34  | Filadelfia – Pennsylvania | 2º posto       |
| Plane Jane           | Andrew Vladimir Dunayevskiy | 24  | Boston – Massachusetts    | 3º posto       |
| Q                    | Robert Severson             | 26  | Kansas City – Missouri    | 4º posto       |
| Morphine Love Dion   | Michelle Orozco             | 25  | Miami – Florida           | 5º posto       |
| Dawn                 | Gaven Kerr                  | 24  | Brooklyn – New York       | 6º posto       |
| Mhi'ya Iman Le'Paige | Winston Dieudonne           | 34  | Miami – Florida           | 7º posto       |
| Plasma               | Taylor Ratliff              | 24  | New York – New York       | 8º posto       |
| Xunami Muse          | Michael Alexander White     | 33  | New York – New York       | 9º posto       |
| Megami               | Jonathan Soto-Reyes         | 33  | New York – New York       | 10º posto      |
| Geneva Karr          |                             | 30  | Brownsville – Texas       | 11º posto      |
| Amanda Tori Meating  | Amanda Philipps             | 26  | Los Angeles – California  | 12º posto      |
| Mirage               | Dean Sproule                | 29  | Las Vegas – Nevada        | 13º posto      |
| Hershii LiqCour-Jeté |                             | 31  | Los Angeles – California  | 14º posto      |

## Tabella eliminazioni
| Ordine | Episodi  | Episodi | Episodi  | Episodi  | Episodi  | Episodi  | Episodi  | Episodi  | Episodi  | Episodi  | Episodi  | Episodi  | Episodi  | Episodi  | Episodi  | Episodi          |
| Ordine | 1        | 2       | 3        | 4        | 5        | 6        | 7        | 8        | 9        | 10       | 11       | 12       | 13       | 14       | 15       | 16               |
| ------ | -------- | ------- | -------- | -------- | -------- | -------- | -------- | -------- | -------- | -------- | -------- | -------- | -------- | -------- | -------- | ---------------- |
| 1      | Sapphira | Plane   | Nymphia  | Plasma   | Geneva   | Q        | Plasma   | Plane    | Q        | Sapphira | Sapphira | Plane    | Plane    | Nymphia  | Morphine | Nymphia Wind     |
| 2      | Q        | Geneva  | Q        | Plane    | Megami   | Dawn     | Q        | Mhi'ya   | Dawn     | Morphine | Nymphia  | Sapphira | Nymphia  | Sapphira | Megami   | Sapphira Cristál |
| 3      | Dawn     | Nymphia | Sapphira | Q        | Mhi'ya   | Plane    | Sapphira | Sapphira | Nymphia  | Dawn     | Plane    | Nymphia  | Q        | Plane    | Mhi'ya   | Plane Jane       |
| 4      | Mirage   | Plasma  | Dawn     | Xunami   | Nymphia  | Sapphira | Dawn     | Q        | Plane    | Mhi'ya   | Q        | Q        | Sapphira | Q        | Mirage   |                  |
| 5      | Morphine | Mhi'ya  | Mirage   | Morphine | Morphine | Xunami   | Nymphia  | Dawn     | Sapphira | Nymphia  | Dawn     | Morphine | Morphine |          | Amanda   |                  |
| 6      | Xunami   | Hershii | Megami   | Megami   | Sapphira | Nymphia  | Plane    | Plasma   | Morphine | Plane    | Morphine | Dawn     |          |          | Plasma   |                  |
| 7      | Amanda   | Megami  | Amanda   | Amanda   | Dawn     | Morphine | Xunami   | Nymphia  | Mhi'ya   | Q        | Mhi'ya   |          |          |          | Xunami   |                  |
| 8      |          |         | Morphine | Dawn     | Plasma   | Megami   | Morphine | Morphine | Plasma   |          |          |          |          |          | Hershii  |                  |
| 9      |          |         | Plane    | Nymphia  | Xunami   | Plasma   | Mhi'ya   | Xunami   |          |          |          |          |          |          | Geneva   |                  |
| 10     |          |         | Xunami   | Sapphira | Plane    | Mhi'ya   | Megami   |          |          |          |          |          |          |          | Q        |                  |
| 11     |          |         | Plasma   | Mhi'ya   | Q        | Geneva   |          |          |          |          |          |          |          |          | Dawn     |                  |
| 12     |          |         | Mhi'ya   | Geneva   | Amanda   |          |          |          |          |          |          |          |          |          |          |                  |
| 13     |          |         | Geneva   | Mirage   |          |          |          |          |          |          |          |          |          |          |          |                  |
| 14     |          |         | Hershii  |          |          |          |          |          |          |          |          |          |          |          |          |                  |

     La concorrente ha vinto la gara
     La concorrente è arrivata in finale ma non ha vinto la gara
     La concorrente ha vinto la puntata
     La concorrente figura tra le prime, si è esibita in playback ma ha perso
     La concorrente figura tra le prime ma non ha vinto la puntata
     La concorrente è salva ed accede alla puntata successiva (in ordine casuale)
     La concorrente utilizza l'immunità ed accede alla puntata successiva
     La concorrente figura tra le ultime ma non è a rischio eliminazione
     La concorrente figura tra le ultime ed è a rischio eliminazione
     La concorrente è stata eliminata
     La concorrente ha partecipato, e vinto, il torneo dei playback
     La concorrente ha partecipato al torneo dei playback, ma ha perso

## Giudici
- RuPaul
- Michelle Visage
- Ross Mathews
- Carson Kressley
- Ts Madison

### Giudici ospiti
I giudici ospiti sono:
- Adam Shankman
- Becky G
- Charlize Theron
- Icona Pop
- Isaac Mizrahi
- Jamal Sims
- Joel Kim Booster
- Kaia Gerber
- Kelsea Ballerini
- Kyra Sedgwick
- Law Roach
- Mayan Lopez
- Ronan Farrow
- Sarah Michelle Gellar

## Special guest
In quest'edizione ci sono stati dei cameo celebrities e di concorrenti delle passate edizioni di RuPaul's Drag Race, che però non sono stati giudici durante la puntata:
- Love Connie
- Derrick Barry
- Charo
- Melissa McCarthy
- Chad Michaels
- Leland
- Freddy Scott
- Norvina
- Albert Sanchez
- Matt Rogers
- Cassandra Peterson
- Malaysia Babydoll Foxx
- Sasha Colby

## Riassunto episodi

### Episodio 1 –Rate-A-Queen
Il primo episodio della sedicesima edizione si apre con l'ingresso di sette delle quattordici concorrenti nell'atelier. La prima ad entrare è Q, l'ultima è Dawn. RuPaul fa il suo ingresso annunciando l'inizio di una nuova edizione dando il benvenuto alle prime concorrenti. Come è già accaduto nelle passate edizioni, RuPaul spiega loro che la grande apertura di quest'edizione sarà divisa in due parti.
- La mini sfida: le concorrenti devono posare per un servizio fotografico a tema portico, dove verranno fotografate attraverso l'utilizzo di una camera di un videocitofono. La vincitrice della mini sfida è Sapphira Cristál.
- La sfida principale: le concorrenti prendono parte al MTV Spring Break Talent Show, ovvero una gara di talenti, esibendosi davanti ai giudici. Ma prima di ciò, RuPaul annuncia che la concorrente migliore della puntata riceverà, per la prima volta dalla quinta edizione dello show, l'immunità dall'eliminazione da utilizzare nei prossimi episodi. Il giorno successivo, le concorrenti vengono raggiunte da Charlize Theron, che spende tempo con loro per augurarle buona fortuna per la loro prima sfida. Le concorrenti decidono di esibirsi nelle seguenti categorie:

| Concorrente         | Talento dell'esibizione  |
| ------------------- | ------------------------ |
| Morphine Love Dion  | Lip Sync                 |
| Amanda Tori Meating | Canto e ballo            |
| Dawn                | Canto e ballo            |
| Q                   | Spettacolo dei burattini |
| Mirage              | Canto e ballo            |
| Xunami Muse         | Canto e ballo            |
| Sapphira Cristál    | Canto lirico             |

Giudice ospite della puntata è Charlize Theron. Il tema della sfilata è RuVeal Yourself, dove le concorrenti devono presentare più abiti sulle passerella attraverso la tecnica del trasformismo. Prima dei giudizi, RuPaul annuncia che in questa puntata saranno le concorrenti stesse a giudicarsi e valutare le altre attraverso il sistema Rate-A-Queen, per determinare le due concorrenti migliori della sfida. Dopo la votazione, RuPaul dichiara Q e Sapphira Cristál le migliori della sfida, e che entrambe si sfideranno in un playback della vittoria per decretare la migliore della puntata.
- Il playback della vittoria: Q e Sapphira Cristál vengono chiamate ad esibirsi con la canzone Break My Soul di Beyoncé. Sapphira Cristál viene dichiarata vincitrice del playback e, inoltre, viene proclamata anche la migliore della puntata.

### Episodio 2 –Queen Choice Awards
Il secondo episodio della sedicesima edizione si apre con l'ingresso delle ultime sette delle quattordici concorrenti nell'atelier. La prima ad entrare è Hershii LiqCour-Jeté, l'ultima è Nymphia Wind. RuPaul fa il suo ingresso annunciando l'inizio di una nuova edizione dando il benvenuto alle prime concorrenti. Come è già accaduto nell'episodio precedente, RuPaul spiega loro che la grande apertura di quest'edizione sarà divisa in due parti.
- La mini sfida: le concorrenti devono posare per un servizio fotografico a tema motorizzazione, dove verranno fotografate l'utilizzo di una camera per la realizzazione di patenti di guida. La vincitrice della mini sfida è Nymphia Wind.
- La sfida principale: le concorrenti prendono parte al Queen Choice Award Talent Show, ovvero una gara di talenti, esibendosi davanti ai giudici. Ma prima di ciò, RuPaul annuncia che la concorrente migliore della puntata riceverà, come già avvenuto durante la puntata precedente, l'immunità dall'eliminazione da utilizzare nei prossimi episodi. Il giorno successivo, le concorrenti vengono raggiunte da Becky G, che spende tempo con loro per augurarle buona fortuna per la loro prima sfida. Le concorrenti decidono di esibirsi nelle seguenti categorie:

| Concorrente          | Talento dell'esibizione |
| -------------------- | ----------------------- |
| Geneva Karr          | Canto e ballo           |
| Hershii LiqCour-Jeté | Canto e ballo           |
| Plasma               | Canto e ballo           |
| Nymphia Wind         | Danza                   |
| Megami               | Lip Sync                |
| Mhi'ya Iman Le'Paige | Lip Sync                |
| Plane Jane           | Canto e ballo           |

Giudice ospite della puntata è Becky G. Il tema della sfilata è Made Ya Look, dove le concorrenti devono presentare più abiti sulle passerella attraverso la tecnica del trasformismo. Prima dei giudizi, RuPaul annuncia che in questa puntata saranno le concorrenti stesse a giudicarsi e valutare le altre attraverso il sistema Rate-A-Queen, per determinare le due concorrenti migliori della sfida. Dopo la votazione, RuPaul dichiara Geneva Karr e Plane Jane le migliori della sfida, e che entrambe si sfideranno in un playback della vittoria per decretare la migliore della puntata.
- Il playback della vittoria: Geneva Karr e Plane Jane vengono chiamate ad esibirsi con la canzone Shower di Becky G. Plane Jane viene dichiarata vincitrice del playback e, inoltre, viene proclamata anche la migliore della puntata.

### Episodio 3 –The Mother of All Balls
Il terzo episodio si apre con l'incontro di tutte le concorrenti nell'atelier per la prima volta, dove discutono sulle varie eliminazioni e scherzano su quale gruppo sarà migliore durante la competizione. La mattina seguente RuPaul fa il suo ingresso nell'atelier annunciando le due concorrenti che hanno conquistato l'immunità negli episodi precedenti, Sapphira e Plane, avranno la facoltà di usare il loro potere sia per loro stesse oppure salvare una delle loro avversarie durante la competizione. Successivamente RuPaul annuncia che le concorrenti si giudicheranno nuovamente attraverso il sistema Rate-A-Queen, per determinare le tre migliori e le tre peggiori della sfida.
- La sfida principale: Le concorrenti parteciperanno al The Mother of All Balls, dove presenteranno 3 look differenti, e il terzo dovrà essere cucito e assemblato a mano. Le categorie sono:
  - Mother Goose: un look ispirato ad una celebre filastrocca;
  - Significant Mother: un look ispirato ad una madre di chiara fama;
  - Call Me Mother/Father Eleganza: un look realizzato in giornata utilizzando esclusivamente capi d'abbigliamento maschile.

Giudice ospite della puntata è Isaac Mizrahi. Dopo il Rate-A-Queen, RuPaul dichiara Dawn, Mirage, Megami, Amanda, Morphine, Plane, Xunami e Plasma salve, e lascia le altre concorrenti sul palco per le critiche. Geneva Karr e Hershii LiqCour-Jeté sono le peggiori, mentre Nymphia Wind è la migliore della puntata.
- L'eliminazione: Geneva Karr e Hershii LiqCour-Jeté vengono chiamate ad esibirsi con la canzone Maybe You're the Problem di Ava Max. Geneva Karr si salva, mentre Hershii LiqCour-Jeté viene eliminata dalla competizione.

### Episodio 4 –RDR Live!
Il quarto episodio si apre con le concorrenti che rientrano nell'atelier dopo l'eliminazione di Hershii, con Geneva triste per aver mandato a casa la persona con cui aveva maggiormente legato. Successivamente partono delle discussioni su come Q è delusa per non aver vinto la sfida a cui teneva di più, mentre Plane si scusa con Amanda per le sue critiche fatte durante l'Untucked.
- La sfida principale: le concorrenti, divise in cinque gruppi, prendono parte al comedy show in diretta dal titolo RDR Live, parodia del Saturday Night Live. Durante l'assegnazione dei ruoli, si vengono a creare delle tensioni fra alcune delle concorrenti che vogliono interpretare lo stesso personaggio. Poco dopo, RuPaul fa il suo ritorno nell'atelier insieme a Ross Mathews, che offrono consigli su come eccellere in una sfida di improvvisazione comica.

Giudice ospite della puntata è Sarah Michelle Gellar. Il tema della sfilata è Everything Every-Cher All at Once, dove le concorrenti devono sfoggiare un abito che rispecchi un look iconico di Cher. RuPaul dichiara Xunami, Morphine, Megami, Amanda, Dawn, Nymphia e Sapphira salve, e lascia le altre concorrenti sul palco per le critiche. Geneva Karr e Mirage sono le peggiori, mentre Plasma è la migliore della puntata.
- L'eliminazione: Geneva Karr e Mirage vengono chiamate ad esibirsi con la canzone Dark Lady di Cher. Geneva Karr si salva, mentre Mirage viene eliminata dalla competizione.

### Episodio 5 –Girl Groups
Il quinto episodio si apre con le concorrenti che rientrano nell'atelier dopo l'eliminazione di Mirage, dispiaciute per l'uscita di una loro cara amica, mentre Geneva è grata di avere ancora una possibilità per dimostrare le sue qualità. Intanto Q è delusa dal fatto che, nonostante abbia mostrato tutte le sue abilità ai giudici, non sia ancora riuscita a vincere una sfida principale.
- La mini sfida: le concorrenti devono posare per un servizio fotografico in cui devono creare una copertina e una trama per il loro libro di memorie. La vincitrice della mini sfida è Sapphira Cristál.

- La sfida principale: le concorrenti, divise in tre gruppi, devono scrivere, produrre e coreografare un numero da girl group su tre brani provenienti dall'album di RuPaul Black Butta. Sapphira Cristál, Plasma e Geneva Karr, rispettivamente la migliore della mini sfida, la migliore e la concorrente vincitrice del playback della puntata precedente, saranno i capitani e potranno scegliere i membri del proprio gruppo. Sapphira sceglie per il suo gruppo Dawn, Morphine e Q; Plasma sceglie per il suo gruppo Amanda, Xunami e Plane, mentre Geneva Karr sceglie per il suo gruppo Mhi'ya, Nymphia e Megami, poiché l'ultima rimasta. Una volta scritto il pezzo, i tre gruppi raggiungono il palco principale per organizzare le rispettive coreografie.

| Concorrenti          | Nome Girl Group | Brano della Performance                |
| -------------------- | --------------- | -------------------------------------- |
| Dawn                 | Q.D.S.M.        | "Star Baby" (Q.D.S.M. Remix)           |
| Q                    | Q.D.S.M.        | "Star Baby" (Q.D.S.M. Remix)           |
| Morphine Love Dion   | Q.D.S.M.        | "Star Baby" (Q.D.S.M. Remix)           |
| Sapphira Cristál     | Q.D.S.M.        | "Star Baby" (Q.D.S.M. Remix)           |
| Amanda Tori Meating  | Lovah Girlz     | "Courage to Love" (Lovah Girlz Remix)  |
| Plane Jane           | Lovah Girlz     | "Courage to Love" (Lovah Girlz Remix)  |
| Plasma               | Lovah Girlz     | "Courage to Love" (Lovah Girlz Remix)  |
| Xunami Muse          | Lovah Girlz     | "Courage to Love" (Lovah Girlz Remix)  |
| Geneva Karr          | Thicc & Stick   | "A.S.M.R. Lover" (Thicc & Stick Remix) |
| Megami               | Thicc & Stick   | "A.S.M.R. Lover" (Thicc & Stick Remix) |
| Mhi'ya Iman Le'Paige | Thicc & Stick   | "A.S.M.R. Lover" (Thicc & Stick Remix) |
| Nymphia Wind         | Thicc & Stick   | "A.S.M.R. Lover" (Thicc & Stick Remix) |

Giudici ospiti della puntata sono le Icona Pop. Il tema della sfilata è Faster, Pussycat! Wig! Wig!, dove le concorrenti devono utilizzare delle parrucche corte. RuPaul dichiara il team composto da Geneva Karr, Megami, Mhi'ya Iman Le'Paige e Nymphia Wind il migliore della puntata, mentre le altre concorrenti sono a rischio eliminazione. Durante i giudizi viene chiesto alle concorrenti, chi secondo loro merita di essere eliminata. Q e Amanda Tori Meating vengono dichiarate le peggiori della puntata.
- L'eliminazione: Q e Amanda Tori Meating vengono chiamate ad esibirsi con la canzone Emergency delle Icona Pop. Q si salva, mentre Amanda Tori Meating viene eliminata dalla competizione.

### Episodio 6 –Welcome to the DollHouse
Il sesto episodio si apre con le concorrenti che rientrano nell'atelier dopo l'eliminazione di Amanda, con Q determinata a dimostrare le sue qualità ai giudici per evitare di essere di nuovo tra le peggiori. Successivamente Plane annuncia che, dopo aver ascoltato i consigli di Sapphira, cambierà approccio nel relazionarsi con le altre, evitando di fare gli stessi errori fatti con Amanda.
- La mini sfida: le concorrenti prendono parte ad una gara di flamenco, dove a turno devono mostrare a RuPaul e Charo la loro coreografia migliore. La vincitrice della mini sfida è Xunami Muse.
- La sfida principale: le concorrenti devono realizzare una bambola ispirata al loro personaggio drag e, successivamente, realizzare due outfit coordinati (uno per loro stesse e uno per la bambola), usando solo materiali tipicamente utilizzati per creare vestiti per le bambole.

| Concorrente          | Versione Bambola                           |
| -------------------- | ------------------------------------------ |
| Dawn                 | Galactic Empress Edition                   |
| Geneva Karr          | Daintiest Doll Texas Edition               |
| Megami               | Native New Yorker Edition                  |
| Mhi'ya Iman Le'Paige | Queen of Flips Edition                     |
| Morphine Love Dion   | Miami Bimbo Edition                        |
| Nymphia Wind         | Spring Banana Yellow Carpet Edition        |
| Plane Jane           | Aquatic Edition                            |
| Plasma               | Passenger on the Pacific Edition           |
| Q                    | Fantasy Edition                            |
| Sapphira Cristál     | Grade Dame Diva Metropolitan Opera Edition |
| Xunami Muse          | Fashion Week Edition                       |

Giudice ospite della puntata è Law Roach. Il tema della sfilata è Welcome to the Dollhouse, dove le concorrenti devono presentare l'outfit e la bambola appena creati. Prima dei giudizi, Sapphira Cristál decide di utilizzare il potere dell'immunità su sé stessa, andando automaticamente alla prossima puntata. Successivamente, RuPaul dichiara Xunami, Nymphia, Morphine e Megami salve, e lascia le altre concorrenti sul palco per le critiche. Mhi'ya Iman Le'Paige e Geneva Karr sono le peggiori, mentre Q è la migliore della puntata.
- L'eliminazione: Mhi'ya Iman Le'Paige e Geneva Karr vengono chiamate ad esibirsi con la canzone Control di Janet Jackson. Mhi'ya Iman Le'Paige si salva, mentre Geneva Karr viene eliminata dalla competizione.

### Episodio 7 –The Sound of Rusic
Il settimo episodio si apre con le concorrenti che rientrano nell'atelier dopo l'eliminazione di Geneva, con Mhi'ya orgogliosa di aver dimostrato alle altre di essere un'avversaria temibile al playback. Successivamente, Sapphira si dice pentita di aver utilizzato l'immunità ed è determinata a non mettere più in dubbio le sue capacità.
- La sfida principale: le concorrenti prenderanno parte a un musical ispirato a The Sound of Music. Durante l'assegnazione dei copioni molte concorrenti hanno delle preferenze sui vari ruoli da fare, come ad esempio Morphine, Plasma e Sapphira per la parte di Mariah, ma alla fine Plasma riesce a ottenere il ruolo. Una volta assegnati i copioni, le concorrenti incontrano il coreografo Adam Shankman per organizzare la coreografia per il brano. I personaggi impersonati dalle concorrenti sono stati:

| Concorrente          | Personaggio impersonato |
| -------------------- | ----------------------- |
| Dawn                 | Strudel Von Snaps       |
| Megami               | Schnitzel Von Snaps     |
| Mhi'ya Iman Le'Paige | Sister Sister           |
| Morphine Love Dion   | Sister Fister           |
| Nymphia Wind         | Diesel Von Snaps        |
| Plane Jane           | Baronet #1              |
| Plasma               | Mariah                  |
| Q                    | Baroness Bronn          |
| Sapphira Cristál     | Mother Superior         |
| Xunami Muse          | Baronet #2              |

Giudice ospite della puntata è Adam Shankman. Il tema della sfilata è I Can Buy Myself Flowers, dove le concorrenti devono sfoggiare un abito con dei fiori. RuPaul dichiara Dawn, Nymphia, Plane e Xunami salve, e lascia le altre concorrenti sul palco per le critiche. Mhi'ya Iman Le'Paige e Megami sono le peggiori, mentre Plasma è la migliore della puntata.
- L'eliminazione: Mhi'ya Iman Le'Paige e Megami vengono chiamate ad esibirsi con la canzone Flowers di Miley Cyrus. Mhi'ya Iman Le'Paige si salva, mentre Megami viene eliminata dalla competizione.

### Episodio 8 –Snatch Game
L'ottavo episodio si apre con le concorrenti che rientrano nell'atelier dopo l'eliminazione di Megami, con Mhi'ya orgogliosa di aver dimostrato di essere temibile al playback anche senza le sue acrobazie, e determinata a mettere in mostra la sua personalità ai giudici e alle altre.
- La mini sfida: le concorrenti devono "leggersi" a vicenda, ovvero dire qualcosa di cattivo ma facendolo in modo scherzoso. La vincitrice della mini sfida è Xunami Muse.
- La sfida principale: le concorrenti prendono parte alla sfida più attesa in ogni edizione, lo Snatch Game. I membri della Pit Crew sono i concorrenti del gioco. Le concorrenti dovranno scegliere una celebrità e impersonarla per l'intero gioco, con lo scopo di essere il più divertenti possibili. Quando RuPaul ritorna nell'atelier per vedere quali personaggi sono stati scelti, insieme a lui c'è anche Chad Michaels, concorrente della quarta edizione e vincitrice della prima edizione All Stars, e aiutano le concorrenti con vari consigli per dare il meglio nel gioco. Le celebrità scelte dalle concorrenti sono state:

| Concorrente          | Celebrità impersonata     |
| -------------------- | ------------------------- |
| Dawn                 | Meghan McCain             |
| Mhi'ya Iman Le'Paige | Shaquita, cugina di Trina |
| Morphine Love Dion   | Anna Delvey               |
| Nymphia Wind         | Jane Goodall              |
| Q                    | Amelia Earhart            |
| Plane Jane           | Jelena Karleuša           |
| Plasma               | Patti LuPone              |
| Sapphira Cristál     | James Brown               |
| Xunami Muse          | Fatina dei denti d'oro    |

Giudice ospite della puntata è Kyra Sedgwick. Il tema della sfilata è Dancing Queens, dove le concorrenti devono sfoggiare un abito ispirato a uno stile di ballo. RuPaul dichiara Q, Dawn e Plasma salve, e lascia le altre concorrenti sul palco per le critiche. Morphine Love Dion e Xunami Muse sono le peggiori, mentre Plane Jane è la migliore della puntata.
- L'eliminazione: Morphine Love Dion e Xunami Muse vengono chiamate a esibirsi con la canzone I Wanna Dance with Somebody di Whitney Houston. Morphine Love Dion si salva, mentre Xunami Muse viene eliminata dalla competizione.

### Episodio 9 –See You Next Wednesday
Il nono episodio si apre con le concorrenti che rientrano nell'atelier dopo l'eliminazione di Xunami, molto dispiaciute per la sua uscita dal momento che trasmetteva sempre positività all'interno dell'atelier. In seguito, le concorrenti si congratulano con Plane per aver vinto lo Snatch Game, anche se Mhi'ya ritiene che avrebbe dovuto vincere Sapphira, la quale si sente sotto pressione per non aver vinto un'altra sfida dopo la prima puntata. Nel frattempo, alcune concorrenti sono stupite che Nymphia si sia salvata dal playback. 
- La mini sfida: le concorrenti, ispirandosi allo sketch comico Spit-take reso celebre da Danny Thomas, devono sputare dell'acqua dopo che RuPaul dice loro qualcosa di esilarante. La vincitrice della mini sfida è Nymphia Wind.

- La sfida principale: le concorrenti devono realizzare in giornata un look d'alta moda in stile neogotico, utilizzando unicamente stoffe, oggetti e materiali neri, bianchi e grigi. Durante i preparativi, le concorrenti notano con disappunto il considerevole aiuto che Mhi'ya riceve da Sapphira nella costruzione del suo outfit, mentre Plasma, su suggerimento di Dawn, decide di cambiare approccio e creare un look completamente diverso da quelli che ha presentato prima.

Giudice ospite della puntata è Kaia Gerber. Il tema della sfilata è See You Next Wednesday, dove le concorrenti devono presentare l'outfit appena creato. Dopo la sfilata e le critiche dei giudici, RuPaul dichiara Mhi'ya Iman Le'Paige e Plasma le peggiori, mentre Q è la migliore della puntata. 
- L'eliminazione: Mhi'ya Iman Le'Paige e Plasma si esibiscono in playback sulla canzone Bloody Mary (Wednesday Dance TikTok Version) di Lady Gaga. Mhi'ya Iman Le'Paige si salva, mentre Plasma viene eliminata dalla competizione.

### Episodio 10 –Werq the World
Il decimo episodio si apre con le concorrenti che rientrano nell'atelier dopo l'eliminazione di Plasma, con Mhi'ya dispiaciuta di aver eliminato una sua amica, ma comunque consapevole di essere una performer temibile al playback. In seguito, inizia una discussione tra Morphine e Mhi'ya in merito ai loro outfit della sfida precedente e all'eventualità di ritrovarsi al playback l'una contro l'altra.
- La sfida principale: le concorrenti devono scrivere e registrare un pezzo con un messaggio motivazionale per il nuovo singolo Power, che verrà presentato sul palco del Werq the World Tour; inoltre, dovranno eseguire una coreografia in un'esibizione dal vivo. Una volta scritto il pezzo, le concorrenti vanno nella sala di registrazione, dove Leland e Freddy Scott offrono loro consigli e aiuto. Successivamente, le concorrenti si recano sul palcoscenico principale, dove  Jamal Sims insegna loro la coreografia.

Giudice ospite della puntata è Jamal Sims. Il tema della sfilata è True Colors, dove le concorrenti devono sfoggiare un abito monocromatico. Prima di passare ai giudizi, Plane annuncia di voler utilizzare la sua pozione dell'immunità per salvare Nymphia, la quale accetta e viene quindi dichiarata salva. Visto l'ottimo lavoro di tutte le concorrenti, RuPaul annuncia che non ci sarà nessuna eliminazione e che le due concorrenti con la migliore performance si sfideranno in un playback della vittoria per decretare la vincitrice della puntata. Sapphira Cristál e Morphine Love Dion vengono nominate le migliori della sfida.
- Il playback della vittoria: Sapphira Cristál e Morphine Love Dion vengono chiamate ad esibirsi con la canzone Made You Look di Meghan Trainor. Sapphira Cristál viene dichiarata vincitrice del playback e, inoltre, viene proclamata anche la migliore della puntata.

### Episodio 11 –Corporate Queens
L'undicesimo episodio si apre con le concorrenti che rientrano nell'atelier dopo il playback della vittoria, con Sapphira entusiasta di aver ottenuto la sua seconda vittoria, mentre Morphine ritiene che avrebbe dovuto direttamente vincere lei. Successivamente, inizia una discussione sul posizionamento di Plane nella sfida precedente, in quanto quest'ultima sostiene di non essere stata tra le peggiori, mentre Q e Dawn pensano che le sarebbe convenuto usare l'immunità per salvare sé stessa. 
- La mini sfida: le concorrenti giocano a Spill the T, dove devono rispondere a delle domande poste da RuPaul su quale tra loro risponda a determinate caratteristiche; chi risponde in maniera conforme alla maggioranza guadagna 100 $ e vince chi ottiene più denaro. La vincitrice della mini sfida è Sapphira Cristál.

- La sfida principale: le concorrenti, divise in gruppi, devono condurre dei seminari di sensibilizzazione in occasione del Drag Awareness Month, davanti a un pubblico dal vivo di impiegati d'ufficio. In seguito, le concorrenti vengono raggiunte nell'atelier da Michelle Visage e Joel Kim Booster, che offrono loro consigli e aiuto per eccellere in questa sfida.

| Concorrenti          | Tema seminario                               |
| -------------------- | -------------------------------------------- |
| Plane Jane           | Do You Know Your Drag Herstory?              |
| Q                    | Do You Know Your Drag Herstory?              |
| Dawn                 | Drag in the Werkplace                        |
| Mhi'ya Iman Le'Paige | Drag in the Werkplace                        |
| Morphine Love Dion   | Are You A Drag Queen? You Might be Surprised |
| Nymphia Wind         | Are You A Drag Queen? You Might be Surprised |
| Sapphira Cristál     | Are You A Drag Queen? You Might be Surprised |

Giudice ospite della puntata è Joel Kim Booster. Il tema della sfilata è Flashback: DragCon 1980, dove le concorrenti devono sfoggiare un abito ispirato agli anni '80. Dopo la sfilata e le critiche dei giudici, RuPaul dichiara Morphine Love Dion e Mhi'ya Iman Le'Paige le peggiori, mentre Sapphira Cristál è la migliore della puntata.
- L'eliminazione: Morphine Love Dion e Mhi'ya Iman Le'Paige vengono chiamate ad esibirsi con la canzone Dim All the Lights di Donna Summer. Morphine Love Dion si salva, mentre Mhi'ya Iman Le'Paige viene eliminata dalla competizione.

### Episodio 12 –Bathroom Hunties
Il dodicesimo episodio si apre con le concorrenti che rientrano nell'atelier dopo l'eliminazione di Mhi'ya, con Morphine ancor più sicura di sé dopo il playback e determinata a dare il meglio nella prossima sfida. Successivamente, le concorrenti si congratulano con Sapphira per la sua vittoria, anche se quest'ultima e le altre notano il palese disappunto di Q per l'esito della sfida; il giorno seguente, Q torna sull'argomento affermando che, a detta sua, la vittoria di Sapphira fosse immeritata. 
- La mini sfida: le concorrenti, rifacendosi a una t-shirt ispirata a Tammy Faye, devono personalizzare una maglietta imprimendoci sopra la loro faccia truccata. La vincitrice della mini sfida è Plane Jane.

- La sfida principale: le concorrenti, divise in coppie, devono inventare un bagno pubblico gender-inclusive, scegliendo il nome, il tema, l'arredamento e i servizi offerti. Tramite un meccanismo a sorteggio vengono create le squadre: Plane e Sapphira, Nymphia e Dawn e infine Q e Morphine. Durante i preparativi della sfida vengono scelti il nome e il tema dei bagni: Q e Morphine presenteranno il Naughty Potty con un arredamento e un'atmosfera ispirata all'Inferno, Nymphia e Dawn presenteranno il F.ART Museum, un bagno a tema museo incentrato sull'arte moderna e infine Plane e Sapphira presenteranno il Bootylickers Speakeasy con un arredamento in stile anni '20 ai tempi del proibizionismo. Dopo aver definito il concept iniziale, le concorrenti raggiungono lo studio dove iniziano a creare i bagni dipingendo le pareti e riempiendo le stanze con gli arredi, per poi presentarli a Michelle Visage e Carson Kressley.

Giudice ospite della puntata è Mayan Lopez. Il tema della sfilata è Chain Reaction, dove le concorrenti devono sfoggiare un abito con delle catene. Dopo la sfilata e le critiche dei giudici, RuPaul dichiara Morphine Love Dion e Dawn le peggiori, mentre Plane Jane e Sapphira Cristál sono le migliori della puntata. 
- L'eliminazione: Morphine Love Dion e Dawn vengono chiamate ad esibirsi con la canzone Body di Megan Thee Stallion. Morphine Love Dion si salva, mentre Dawn viene eliminata dalla competizione.

### Episodio 13 –Drag Race Vegas LIVE! Makeovers
Il tredicesimo episodio si apre con le concorrenti che rientrano nell'atelier dopo l'eliminazione di Dawn, che si complimentano con Morphine per la sua fantastica esibizione al playback, con quest'ultima determinata ad arrivare fino alla fine della competizione. Successivamente, le concorrenti si congratulano con Sapphira e Plane per la loro vittoria, con molte che notano la serie di vittorie consecutive conquistate da Sapphira, rendendola l'avversaria più temibile.
- La sfida principale: le concorrenti devono fare un make-over, cioè truccare e preparare alcuni ballerini del RuPaul's Drag Race Vegas LIVE!, live show con alcune ex-concorrenti del franchise che si svolge presso il Flamingo Palace di Las Vegas, per farli diventare simili in drag. Tramite un meccanismo a sorteggio vengono create le coppie per la sfida. Durante la preparazione della sfida, le concorrenti e i ballerini si confrontano tra loro su diverse questioni, come ad esempio come i ballerini hanno dovuto affrontare varie difficoltà prima di intraprendere una carriera nel mondo del ballo, mentre le concorrenti discutono su come devono costantemente dare il massimo per essere accettate nella società.

| Concorrente        | Ballerino (Nome Reale) | Ballerino (Nome in Drag) |
| ------------------ | ---------------------- | ------------------------ |
| Morphine Love Dion | Miguel                 | La Tina Love Dion        |
| Nymphia Wind       | Jonathan               | Juanita Wind             |
| Plane Jane         | Nick                   | Lazi Susan               |
| Q                  | Sebastian              | Luna                     |
| Sapphira Cristál   | Mark                   | Shakira Cristál          |

Giudice ospite della puntata è Kelsea Ballerini. Il tema della sfilata è Drag Family Resemblance, dove le concorrenti e i ballerini devono sfoggiare due abiti che rappresentano la loro famiglia drag. Dopo la sfilata e le critiche dei giudici, RuPaul dichiara Morphine Love Dion e Sapphira Cristál le peggiori mentre Plane Jane è la migliore della puntata.
- L'eliminazione: Morphine Love Dion e Sapphira Cristál vengono chiamate ad esibirsi con la canzone Miss Me More di Kelsea Ballerini. Sapphira Cristál si salva, mentre Morphine Love Dion viene eliminata dalla competizione.

### Episodio 14 –Booked and Blessed
Il quattordicesimo episodio si apre con le concorrenti che rientrano nell'atelier dopo l'eliminazione di Morphine, con Sapphira e le altre dispiaciute per la sua uscita, sapendo quanto ci teneva ad arrivare fino alla fine. In seguito, le concorrenti si congratulano con Plane per la sua quarta vittoria, anche se Q pensa che il suo look non avesse alcuna idea di base; successivamente, fanno un conteggio delle vittorie di ognuna e gioiscono di essere arrivate in semifinale. 
- La mini sfida: le concorrenti devono eseguire un playback della canzone Kitty Girl di RuPaul con la testa immersa sott'acqua. La vincitrice della mini sfida è Sapphira Cristál.

- La sfida principale: per l'ultima sfida, le concorrenti devono scrivere un libro di memorie, dargli un titolo e posare per la copertina; inoltre, dovranno prendere parte a un'intervista per un podcast condotto da Matt Rogers in cui pubblicizzare sé stesse e il proprio libro.

| Concorrente      | Titolo del libro                             |
| ---------------- | -------------------------------------------- |
| Nymphia Wind     | Breaking Wind - The Art of Letting Go        |
| Plane Jane       | Plane Crash! How I Walked Away from Disaster |
| Q                | Alphabet Soup - Savor Every Bite             |
| Sapphira Cristál | Slue Foot - Embracing All of Me              |

Giudice ospite della puntata è Ronan Farrow. Il tema della sfilata è Fandango, dove le concorrenti devono sfoggiare un abito con dei ventagli. Dopo la sfilata e le critiche dei giudici, RuPaul dichiara Plane Jane e Q le peggiori, mentre Nymphia Wind è la migliore della puntata e accede alla finale. Sapphira Cristál si salva e accede alla finale.
- L'eliminazione: Plane Jane e Q vengono chiamate ad esibirsi con la canzone Better Be Good to Me di Tina Turner. Plane Jane si salva e accede alla finale, mentre Q viene eliminata dalla competizione.

Al termine della puntata, RuPaul annuncia che le concorrenti eliminate torneranno nell'atelier per prendere parte a un torneo di playback nel prossimo episodio.

### Episodio 15 –Lip Sync LaLaPaRuza Smackdown – Reunited
In questo episodio tutte le concorrenti si riuniscono per partecipare al Lip Sync LaLaPaRuza Smackdown, un torneo di playback dove le concorrenti precedentemente eliminate si sfideranno per vincere il titolo di Queen of She Done Already Done Had Herses e un premio in denaro del valore di 50 000 $. Durante i preparativi per il torneo, Mirage afferma di essere determinata a redimersi dalla sua pessima prestazione nel playback precedente, mentre Mhi'ya vuole a tutti i costi avere una rivincita contro Morphine.
I giudici della puntata sono RuPaul, Michelle Visage e Ts Madison. Il tema della sfilata è LaLaPaRuza Eleganza, dove le concorrenti devono sfoggiare gli abiti con i quali partecipano al torneo.
- Il torneo: vengono annunciate le regole del LaLaPaRuza, ad ogni manche viene estratto a sorte il nome di una concorrente, che ha la possibilità di decidere chi sfidare durante il playback, mentre la seconda concorrente ha la facoltà di scegliere il brano per l'esibizione. Solo chi vince potrà andare avanti e ambire alla vittoria, mentre la perdente dovrà raggiungere le tre finaliste nell'atelier per godersi il resto del torneo.

Nel primo duello Amanda Tori Meating sceglie di sfidare Dawn, che si esibiscono in playback sulla canzone Damaged delle Danity Kane. Amanda Tori Meating viene dichiarata vincitrice e avanza nel torneo.
Nel secondo duello Q sceglie di sfidare Megami, che si esibiscono in playback sulla canzone What About di Janet Jackson. Megami viene dichiarata vincitrice e avanza nel torneo.
Nel terzo duello Morphine Love Dion sceglie di sfidare Geneva Karr, che si esibiscono in playback sulla canzone Million Dollar Baby di Ava Max. Morphine Love Dion viene dichiarata vincitrice e avanza nel torneo.
Nel quarto duello Mirage sceglie di sfidare Hershii LiqCour-Jeté, che si esibiscono in playback sulla canzone Alone 2.0 di Kim Petras e Nicki Minaj. Mirage viene dichiarata vincitrice e avanza nel torneo.
Nel quinto duello, dato il numero dispari delle concorrenti, Mhi'ya Iman Le'Paige, Plasma e Xunami Muse si esibiscono in playback sulla canzone Milkshake di Kelis. Mhi'ya Iman Le'Paige viene dichiarata vincitrice e avanza direttamente in semifinale.
Nel sesto duello Amanda Tori Meating sceglie di sfidare Megami, che si esibiscono in playback sulla canzone The Shoop Shoop Song (It's in His Kiss) di Cher. Megami viene dichiarata vincitrice e avanza nel torneo.
Nel settimo duello, Morphine Love Dion e Mirage si esibiscono in playback sulla canzone This Time I Know It's for Real di Donna Summer. Morphine Love Dion viene dichiarata vincitrice e avanza nel torneo.
Per la semifinale, dato il numero dispari delle concorrenti, RuPaul annuncia che una concorrente andrà automaticamente al playback della vittoria e tutto ciò sarà determinato dalla sorte: infatti, il nome della concorrente pescata dovrà fare il nome di una delle sue avversarie da sfidare in semifinale. Il nome estratto è quello di Megami, che sceglie di sfidare Mhi'ya Iman Le'Paige, mandando Morphine Love Dion direttamente al playback per la vittoria.
Nella semifinale, Megami e Mhi'ya Iman Le'Paige si esibiscono in playback sulla canzone We Got the Beat delle Go-Go's. Megami viene dichiarata vincitrice e accede al playback della vittoria.
- Il playback della vittoria: Morphine Love Dion e Megami si esibiscono in playback sulla canzone Gonna Make You Sweat (Everybody Dance Now) dei C+C Music Factory. Dopo l'esibizione, RuPaul dichiara Morphine Love Dion vincitrice del torneo, guadagnando il titolo di Queen of She Done Already Done Had Herses e il premio in denaro del valore di 50 000 $.

### Episodio 16 –Grand Finale
Nell'episodio finale della stagione, dopo che tutte le concorrenti hanno sfilato nella categoria Grand Finale Eleganza, le tre finaliste devono esibirsi in numeri coreografici con musiche originali. Soltanto due concorrenti saranno poi scelte da RuPaul per accedere al lipsync finale dove sarà proclamata la vincitrice.
Dopo ogni esibizione, RuPaul pone delle domande alle finaliste, di come il programma gli ha cambiato la vita e fa loro alcune sorprese. Le concorrenti si esibiscono nelle seguenti coreografie:
| Concorrente      | Coreografia               |
| ---------------- | ------------------------- |
| Nymphia Wind     | The Queen of Wind         |
| Plane Jane       | Bodysuit                  |
| Sapphira Cristál | When I Learned to Love Me |

Dopo tutte le esibizioni, le finaliste vengono richiamate sul palcoscenico principale per ascoltare il verdetto finale. RuPaul dichiara che ad accedere alla fase finale sono Sapphira Cristál e Nymphia Wind, mentre Plane Jane viene eliminata dalla competizione.
Prima del lip-sync finale, viene annunciata la Miss Congeniality dell'edizione, che come la precedente edizione è stata scelta dalle concorrenti. Ad annunciare la vincitrice sono state Sasha Colby e Malaysia Babydoll Foxx, rispettivamente vincitrice e Miss Congeniality dell'edizione precedente. Per la prima volta nella storia del programma, il titolo è andato a due concorrenti, ossia Xunami Muse e Sapphira Cristál.
Nel lip-sync finale, si scontrano Sapphira Cristál e Nymphia Wind con la canzone Padam Padam di Kylie Minogue. Dopo il duello finale, RuPaul dichiara Nymphia Wind vincitrice della sedicesima edizione di RuPaul's Drag Race.